# 福富邦夫
福冨 邦夫（ふくとみ くにお、1943年4月23日 - ）は、広島県広島市南区段原中町出身の元プロ野球選手（外野手）・コーチ・監督、解説者。
息子の洋祐は東洋大学で選手・コーチを務めた後、星槎学園高等部湘南校の前監督。

## 経歴
2歳時に原爆投下を経験。実家は爆心地から約2.2キロの距離にあったが、比治山の陰であったため難を逃れる。広陵高校では3年次の1961年、中堅手として夏の甲子園県予選決勝に進出。西村宏、高岡重樹のいた崇徳高と対戦するが0-1で惜敗、甲子園出場を逸する。
高校卒業後は1962年に神奈川大学へ進学し、野球部では横浜五大学リーグで3度の優勝を経験。2年次の1963年には全日本大学野球選手権大会で準決勝に進出するが、慶大に敗退。在学中に記録した通算打率は.420と、攻守走三拍子揃った好選手として注目され、国鉄の西垣徳雄技術担当重役が早くから交渉を開始。3年次の1964年6月には全日本大学野球選手権大会の直前にプロ入りが噂され、福富は自発的に出場を辞退。3年春にベストナイン受賞。
1965年に大学を中退し、国鉄スワローズへ入団。1年目の同年から右翼手、中堅手として54試合に先発出場したほか、大塚徹と共にジュニアオールスターゲーム出場も果たした。
1968年には初めて規定打席に到達し、リーグ7位の打率.292で初のベストテン入りを果たす。強肩でも知られ、同年は14補殺を記録した。レギュラーに定着したきっかけは一つの試合であり、負けている展開で守りから出場して打席が回った。左対左で本来なら代打の場面であったが、ベンチに交代要員がいなかった。その打席で右翼線に二塁打を放つと、翌日は先発で2安打を打ち、福富は後に「本当に運が良かった。」と振り返っている。
1969年はリーグ10位の打率.281で2年連続ベストテン入りを記録し、武上四郎と一・二番コンビを組んでデーブ・ロバーツ以下の主力につなぐ役割を期待されたが、チームの打線が安定せず、福富や武上が中軸を任されるケースも多くあるなどなかなか機能しなかった。
1971年にはオールスターゲームに初出場し、頭上でバットをくるりと回してからスイングする「円月殺法」と呼ばれ人気を博したが、その後は打撃成績が徐々に低下。
1973年に金銭トレードで太平洋クラブライオンズに移籍すると、新天地で打棒が復活。レギュラー外野手として2年間活躍した後、安木祥二との交換トレードで1975年に再びヤクルトへ復帰。同年は規定打席未満ながら打率.290、8本塁打と気を吐いた。
1978年は3月23日にロッテとのオープン戦ダブルヘッダー第1試合で代打逆転満塁本塁打を放ち、開幕後は左翼手として18試合に先発、または代打として球団史上初のリーグ優勝に貢献。阪急との日本シリーズでは全7戦中3戦に代打として起用され、結果は3打数無安打に終わったが、10月18日の第4戦（西宮）では7回に梶間健一の代打で四球を選んでいる。国鉄スワローズ経験者としては最後の現役選手となり、球団歴代10位となる通算1386試合出場の記録を残した。
1980年限りで現役を引退。
引退後はヤクルトで二軍守備・走塁コーチ（1981年）→二軍打撃コーチ（1982年 - 1984年）→一軍外野守備・走塁コーチ（1985年）→一軍守備・走塁コーチ （1986年）→二軍守備・打撃コーチ（1987年）→二軍打撃コーチ（1988年）→二軍監督（1989年 - 1993年）を務め、栗山英樹らを鍛え上げてヤクルト黄金時代の礎を築き、1992年にはベストファームコーチ賞を受賞するなど手腕を発揮。1年目の真中満が二軍の試合中に投手からの牽制球でタッチアウトになった際、2ヶ月の外出禁止を言い渡す。2ヶ月の外出禁止がとけたが、真中は二軍の試合中に外野で目測を誤って打球を前に落としてしまい、再び2ヶ月の外出禁止となる。結果、その年は4ヶ月外出禁止となり、外出禁止の期間中は、練習や二軍の試合が終わったら寮に帰るの繰り返しで、コンビニの買い出しは許されていた。真中は、その1年目の過酷なシーズンで二軍から脱出してやろうという気持ちは更に強くなった。
退団後はNHK解説者（1994年）を経て、台湾CPBL・時報イーグルス打撃コーチ（1995年）→韓国KBO・サンバンウル・レイダース打撃コーチ（1996年）を務めた。
帰国後は近鉄で二軍打撃・総合コーチ（1997年 - 1999年）→二軍総合コーチ（2000年）→編成担当（2001年 - 2004年）を歴任し、コーチ時代は大村直之を鍛えた。
近鉄退団後はアマチュア球界の指導者に転身してMSHアカデミー監督（2006年 - 2007年）、四国学院大学臨時打撃コーチ（2010年 - 2012年）→監督（2013年 - 2015年）を務めた。四国学院大では臨時コーチ時代に課題であった打撃の改善を進ませ、監督就任後は昨秋リーグ4位に低迷したチームを守備面から立て直し、初采配の四国六大学春季で優勝に導いた。選手寮で単身赴任を開始し、自主性を重んじてきた前監督の系譜も継承しつつ、練習ではメニューの意図を逐一説明するなど論理的に接した。メンタル面では「攻めの気持ち」を掲げるなどチームの基盤作りに力を注いだが、近鉄二軍総合コーチ時代に高卒1年目の岩隈久志が陸上選手並みに走らされていたのを目の当たりにし、勝つためには苦しいことや嫌なこともしなければならないと知っていたため、部員には「苦しいことも楽しくやれ」とも言った。コーチ時代から監督時代にかけて全日本大学野球選手権大会に4年連続出場（2010年 - 2013年）を果たしたが、全て初戦敗退に終わっている。2013年には「第27回広島国際親善野球大会」に参加する四国地区大学野球連盟選抜チームを指揮し、高野圭佑を送り出したほか、大学での監督業の傍らでJR西日本臨時コーチも務めた。

## 詳細情報

### 年度別打撃成績
| 年 度      | 球 団                           | 試 合 | 打 席 | 打 数 | 得 点 | 安 打 | 二 塁 打 | 三 塁 打 | 本 塁 打 | 塁 打 | 打 点 | 盗 塁 | 盗 塁 死 | 犠 打 | 犠 飛 | 四 球 | 敬 遠 | 死 球 | 三 振 | 併 殺 打 | 打 率 | 出 塁 率 | 長 打 率 | O P S |
| ---------- | ------------------------------- | ----- | ----- | ----- | ----- | ----- | -------- | -------- | -------- | ----- | ----- | ----- | -------- | ----- | ----- | ----- | ----- | ----- | ----- | -------- | ----- | -------- | -------- | ----- |
| 1965       | 国鉄 サンケイ アトムズ ヤクルト | 109   | 246   | 226   | 15    | 53    | 12       | 1        | 2        | 73    | 12    | 3     | 4        | 3     | 0     | 16    | 1     | 1     | 63    | 3        | .235  | .288     | .323     | .611  |
| 1966       | 国鉄 サンケイ アトムズ ヤクルト | 117   | 302   | 267   | 25    | 57    | 6        | 5        | 3        | 82    | 15    | 5     | 3        | 10    | 2     | 22    | 1     | 1     | 45    | 4        | .213  | .276     | .307     | .583  |
| 1967       | 国鉄 サンケイ アトムズ ヤクルト | 93    | 149   | 134   | 24    | 29    | 5        | 2        | 2        | 44    | 5     | 1     | 2        | 2     | 1     | 10    | 1     | 1     | 24    | 1        | .216  | .276     | .328     | .604  |
| 1968       | 国鉄 サンケイ アトムズ ヤクルト | 125   | 450   | 408   | 50    | 119   | 22       | 6        | 10       | 183   | 41    | 10    | 9        | 5     | 2     | 34    | 0     | 1     | 75    | 2        | .292  | .348     | .449     | .796  |
| 1969       | 国鉄 サンケイ アトムズ ヤクルト | 129   | 500   | 456   | 65    | 128   | 33       | 2        | 10       | 195   | 40    | 11    | 6        | 5     | 3     | 32    | 2     | 4     | 65    | 3        | .281  | .333     | .428     | .761  |
| 1970       | 国鉄 サンケイ アトムズ ヤクルト | 126   | 465   | 443   | 39    | 106   | 14       | 5        | 8        | 154   | 37    | 12    | 7        | 5     | 2     | 15    | 0     | 0     | 74    | 6        | .239  | .264     | .348     | .612  |
| 1971       | 国鉄 サンケイ アトムズ ヤクルト | 126   | 456   | 409   | 55    | 100   | 20       | 3        | 8        | 150   | 48    | 10    | 6        | 3     | 4     | 37    | 1     | 3     | 75    | 5        | .244  | .312     | .367     | .679  |
| 1972       | 国鉄 サンケイ アトムズ ヤクルト | 88    | 194   | 172   | 22    | 39    | 7        | 1        | 3        | 57    | 15    | 2     | 5        | 4     | 0     | 18    | 4     | 0     | 21    | 4        | .227  | .300     | .331     | .631  |
| 1973       | 太平洋                          | 117   | 439   | 385   | 61    | 105   | 21       | 3        | 12       | 168   | 42    | 5     | 8        | 6     | 4     | 41    | 6     | 3     | 72    | 4        | .273  | .347     | .436     | .784  |
| 1974       | 太平洋                          | 113   | 407   | 365   | 36    | 95    | 19       | 1        | 4        | 128   | 42    | 6     | 5        | 2     | 5     | 33    | 0     | 2     | 48    | 3        | .260  | .325     | .351     | .676  |
| 1975       | ヤクルト                        | 108   | 341   | 300   | 43    | 87    | 21       | 1        | 8        | 134   | 39    | 2     | 0        | 6     | 3     | 32    | 1     | 0     | 38    | 4        | .290  | .358     | .447     | .805  |
| 1976       | ヤクルト                        | 78    | 118   | 109   | 10    | 20    | 4        | 0        | 2        | 30    | 9     | 1     | 0        | 0     | 0     | 8     | 1     | 1     | 20    | 2        | .183  | .246     | .275     | .521  |
| 1977       | ヤクルト                        | 94    | 236   | 207   | 33    | 57    | 9        | 1        | 6        | 86    | 31    | 1     | 0        | 2     | 1     | 25    | 3     | 1     | 24    | 2        | .275  | .356     | .415     | .772  |
| 1978       | ヤクルト                        | 60    | 110   | 99    | 12    | 23    | 5        | 1        | 2        | 36    | 15    | 0     | 0        | 0     | 0     | 11    | 0     | 0     | 12    | 3        | .232  | .309     | .364     | .673  |
| 1979       | ヤクルト                        | 102   | 228   | 202   | 24    | 54    | 8        | 1        | 8        | 88    | 29    | 1     | 4        | 2     | 2     | 22    | 0     | 0     | 46    | 5        | .267  | .339     | .436     | .775  |
| 1980       | ヤクルト                        | 31    | 36    | 35    | 1     | 4     | 1        | 0        | 1        | 8     | 5     | 0     | 0        | 0     | 0     | 1     | 0     | 0     | 11    | 1        | .114  | .139     | .229     | .367  |
| 通算：16年 | 通算：16年                      | 1616  | 4677  | 4217  | 515   | 1076  | 207      | 33       | 89       | 1616  | 425   | 70    | 59       | 55    | 29    | 357   | 21    | 18    | 713   | 52       | .255  | .316     | .383     | .699  |

- 各年度の太字はリーグ最高
- 国鉄（国鉄スワローズ）は、1965年途中にサンケイ（サンケイスワローズ）に、1969年にアトムズに、1970年にヤクルト（ヤクルトアトムズ）に球団名を変更

### 記録
初記録
- 初出場：1965年4月11日、対大洋ホエールズ2回戦（川崎球場）、8回表に渋谷誠司の代打で出場
- 初打席：同上、8回表に秋山登の前に三振
- 初安打：1965年4月13日、対広島カープ1回戦（明治神宮野球場）、9回裏に平岩嗣朗の代打で出場、竜憲一から
- 初打点：1965年6月6日、対中日ドラゴンズ6回戦（明治神宮野球場）、9回裏に河村保彦から2点適時二塁打
- 初先発出場：1965年6月8日、対広島カープ10回戦（明治神宮野球場）、6番・右翼手で先発出場
- 初本塁打：1965年6月9日、対広島カープ11回戦（明治神宮野球場）、7回裏に池田英俊から右越ソロ

節目の記録
- 1000試合出場：1973年9月2日、対近鉄バファローズ前期7回戦（平和台野球場）、6番・中堅手で先発出場　※史上168人目
- 1000安打：1978年4月8日、対広島東洋カープ4回戦（広島市民球場）、4回表に北別府学から右越ソロ　※史上107人目
- 1500試合出場：1979年5月13日、対阪神タイガース7回戦（長崎市営大橋球場）、7回裏に杉村繁の代打で出場　※史上61人目

その他の記録
- 開幕戦代打本塁打：1972年4月11日、対中日ドラゴンズ1回戦（中日スタヂアム）、9回表に大矢明彦の代打で出場、若生和也から2ラン　※セ・リーグ初[15]
- オールスターゲーム出場：1回 （1971年）

### 背番号
- 12 （1965年 - 1967年）
- 34 （1968年 - 1970年）
- 7 （1971年 - 1972年、1975年 - 1980年）
- 3 （1973年 - 1974年）
- 77 （1981年 - 1993年、1995年）
- 72 （1997年 - 2000年）